# 逃げたりしない
『逃げたりしない』は、To Be Continuedの10枚目のシングル。1994年6月1日にソニー・ミュージックレコーズよりリリースされた。

## 概要
前作より2ヶ月ぶりとなるシングル。表題曲はTBS・MBS系テレビ「E.T!」の主題歌、およびSONY「ミニディスク」CMソングに起用された。
2022年3月現在2番目に売れたシングル。
2021年のアルバム『Paradise in Life』には新録バージョンが収録されている。

## 収録曲
1. 逃げたりしない
2. 君の寝息を頬に感じて
3. 逃げたりしない（オリジナル・カラオケ）